# Amt Nordwestuckermark
Das Amt Nordwestuckermark war ein 1992 gebildetes Amt in Brandenburg, in dem zunächst elf Gemeinden im damaligen Kreis Prenzlau (heute Landkreis Uckermark, Brandenburg) zu einem Verwaltungsverbund zusammengefasst waren. Amtssitz war die Gemeinde Schönermark. Das Amt wurde 2001 wieder aufgelöst und stimmt weitgehend mit dem Gebiet der Gemeinde Nordwestuckermark überein.

## Geographische Lage
Das Amt Nordwestuckermark lag im Norden des heutigen Landkreises Uckermark. Es grenzte im Nordwesten und Norden an das Land Mecklenburg-Vorpommern, im Nordosten an das Amt Lübbenow/Uckermark, im Osten an das Amt Prenzlau-Land und die Stadt Prenzlau, im Süden an die Ämter Gramzow, Gerswalde und im Südwesten und Westen an das Amt Boitzenburg/Uckermark.

## Geschichte
Der Minister des Innern des Landes Brandenburg stimmte der Bildung des Amtes Nordwestuckermark am 20. Juli 1992 zu. Als Zeitpunkt des Zustandekommens des Amtes wurde der 31. Juli 1992 festgelegt. Das Amt hatte seinen Sitz in der Gemeinde Schönermark und bestand zunächst aus elf Gemeinden im damaligen Kreis Prenzlau:
1. Arendsee
2. Beenz
3. Ferdinandshorst
4. Fürstenwerder
5. Gollmitz
6. Kraatz
7. Parmen-Weggun
8. Röpersdorf
9. Schönermark
10. Sternhagen
11. Schapow

Zum 1. Dezember 1997 schlossen sich die Gemeinden Röpersdorf und Sternhagen zur neuen Gemeinde Röpersdorf/Sternhagen zusammen. Ebenfalls zum 1. Dezember 1997 schlossen sich die Gemeinden Arendsee und Parmen-Weggun zur neuen Gemeinde Weggun zusammen. Zum 1. Mai 1998 bildeten die Gemeinden Beenz und Gollmitz die neue Gemeinde Gollmitz.
Aus den Gemeinden des Amtes Nordwestuckermark Ferdinandshorst, Fürstenwerder, Gollmitz, Kraatz, Naugarten, Röpersdorf/Sternhagen, Schapow, Schönermark, Weggun sowie der Gemeinde Holzendorf aus dem Amt Prenzlau-Land wurde mit Wirkung vom 1. November 2001 die neue Gemeinde Nordwestuckermark gebildet. Gleichzeitig wurde das Amt Nordwestuckermark aufgelöst und die Gemeinde Nordwestuckermark amtsfrei.

## Belege
1. ↑  Bildung der Ämter Nordwestuckermark, Kremmen, Spreenhagen, Oder-Welse, Prenzlau-Land, Am Senftenberger See, Schipkau und Werder. Bekanntmachung des Ministers des Innern vom 20. Juli 1992. Amtsblatt für Brandenburg - Gemeinsames Ministerialblatt für das Land Brandenburg, 3. Jahrgang, Nummer 58, 12. August 1992, S. 1015–7.
2. ↑  Zusammenschluss der Gemeinden Röpersdorf und Sternhagen (Amt Nordwestuckermark) zu einer neuen Gemeinde Röpersdorf/Sternhagen. Bekanntmachung des Ministers des Innern vom 17. November 1997. Amtsblatt für Brandenburg - Gemeinsames Ministerialblatt für das Land Brandenburg, 8. Jahrgang, Nummer 49, 11. Dezember 1997, S. 966.
3. ↑  Zusammenschluß der Gemeinden Arendsee und Parmen-Weggung (Amt Nordwestuckermark) zur neuen Gemeinde Weggun. Bekanntmachung des Ministers des Innern vom 26. November 1997. Amtsblatt für Brandenburg Gemeinsames Ministerialblatt für das Land Brandenburg, 8. Jahrgang, Nummer 51, 22. Dezember 1997, S. 1005/6.
4. ↑  Zusammenschluss der Gemeinden Beenz und Gollmitz zu einer neuen Gemeinde Gollmitz. Bekanntmachung des Ministeriums des Innern vom 6. April 1998. Amtsblatt für Brandenburg Gemeinsames Ministerialblatt für das Land Brandenburg, 9. Jahrgang, Nummer 16, 29. April 1998, S. 449.
5. ↑  Bekanntmachung des Ministeriums des Innern vom 14. September 2001 Bildung einer neuen Gemeinde Nordwestuckermark. Amtsblatt für Brandenburg Gemeinsames Ministerialblatt für das Land Brandenburg, 12. Jahrgang, 2001, Nummer 44, Potsdam, den 30. Oktober 2001, S. 695 PDF